# William Gardiner
Pour les articles homonymes, voir William Gardiner (mathématicien) et Gardiner.
William Gardiner, né en juillet 1870 à Armagh (Irlande) et mort le 21 mars 1924 à Dungannon, est un joueur de rugby à XV qui a évolué avec l'équipe d'Irlande. 

## Carrière
Il a disputé son premier match international le 6 février 1892 contre l'équipe d'Angleterre et le dernier contre l'équipe du pays de Galles le 19 mars 1898.
William Gardiner a remporté le Tournoi britannique de rugby à XV 1894 et celui de 1896. 

## Palmarès
- Vainqueur du tournoi en 1894 et 1896

## Statistiques en équipe nationale
- 17 sélections en équipe nationale
- 6 points (2 essais)
- Sélections par années : 2 en 1892, 3 en 1893, 3 en 1894, 3 en 1895, 3 en 1896, 2 en 1897, 1 en 1898
- Tournois britanniques disputés : 1892, 1893, 1894, 1895, 1896, 1897, 1898